# آرشیو فدرال آلمان
آرشیو فدرال آلمان یا بوندس‌ارشیف (BArch) (آلمانی: Bundesarchiv) آرشیو ملی آلمان است که در ۱۹۵۲ در محل کنونی آن در کوبلنتس تأسیس شد.
آرشیو ملی زیرمجموعهٔ وزیر فرهنگ ایالتی هستند و پیش از ۱۹۹۸ زیرمجموعه وزارت کشور فدرال بودند.
در سال ۲۰۰۸ بیش از ۱۰۰ هزار عکس به انبار ویکی‌مدیا اهدا کردند.